# 施拉滕弗盧赫山
施拉滕弗盧赫山（Schrattenfluh），是瑞士的山峰，位於該國中部，由盧塞恩州負責管轄，屬於埃默河谷山的一部分，海拔高度2,092米，每年平均降雨量2,465毫米。